# مدرسه دخترانه هریپسیمه (ایروان)
مدرسه دخترانه هریپسیمه (ارمنی: Հռիփսիմյան օրիորդաց դպրոց) یک دبیرستان تماماً دخترانه است که در سال ۱۸۵۰ در ایروان در فرمانداری ایروان (آن زمان بخشی از امپراتوری روسیه) بنیانگذاری شد که در خیابان آمیریان واقع شده‌است. ساختمان دبیرستان نامحدود است و فهرستی از آثار تاریخی و فرهنگی ثبتی در ناحیه کنترون ایروان در ارمنستان را شامل می‌شود.
این مدرسه در سال ۱۸۵۰ توسط شعبه ایروان جماعت خیریه زنان نینا مقدس بنیانگذاری شد.

## نگارخانه

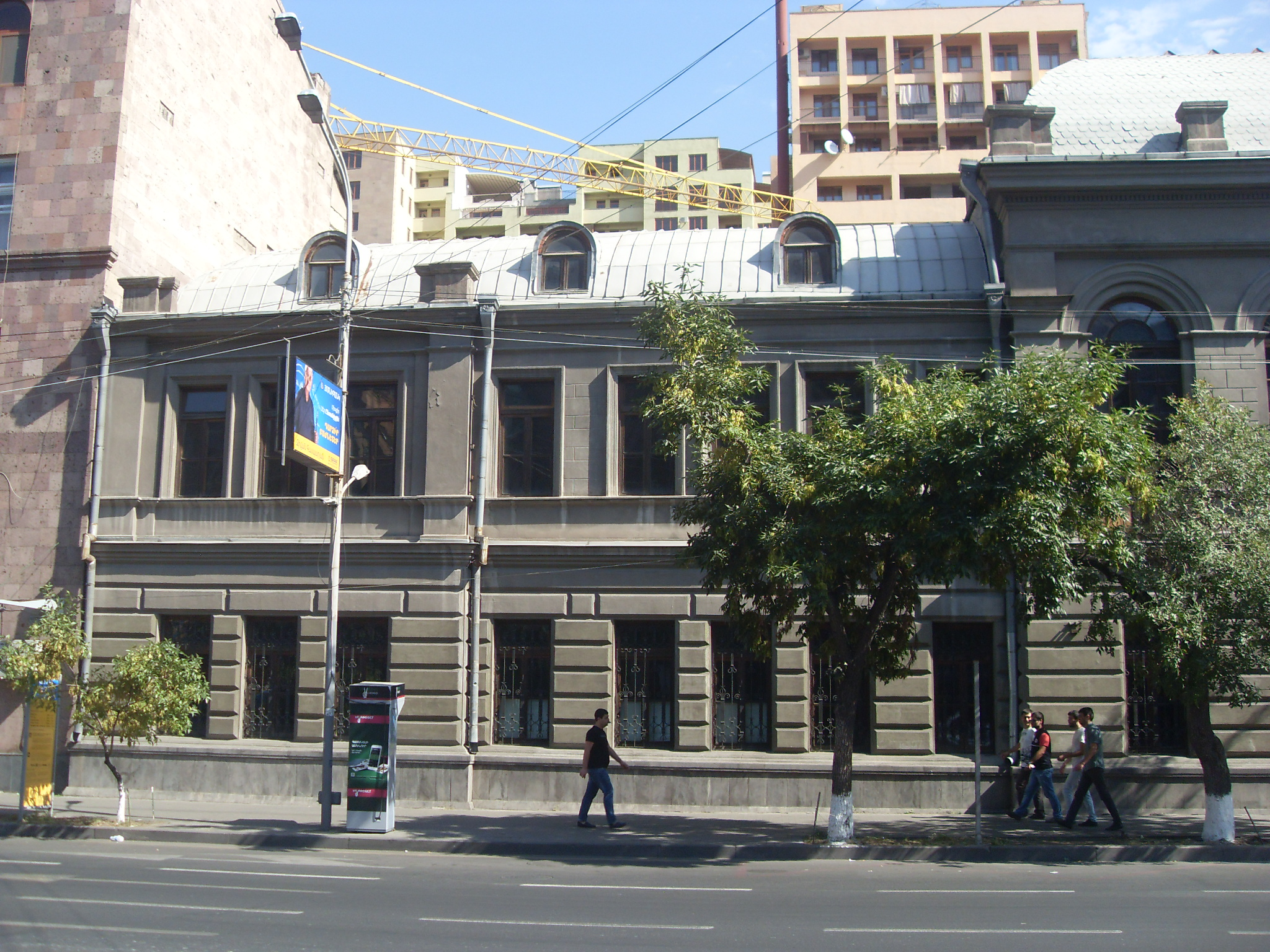
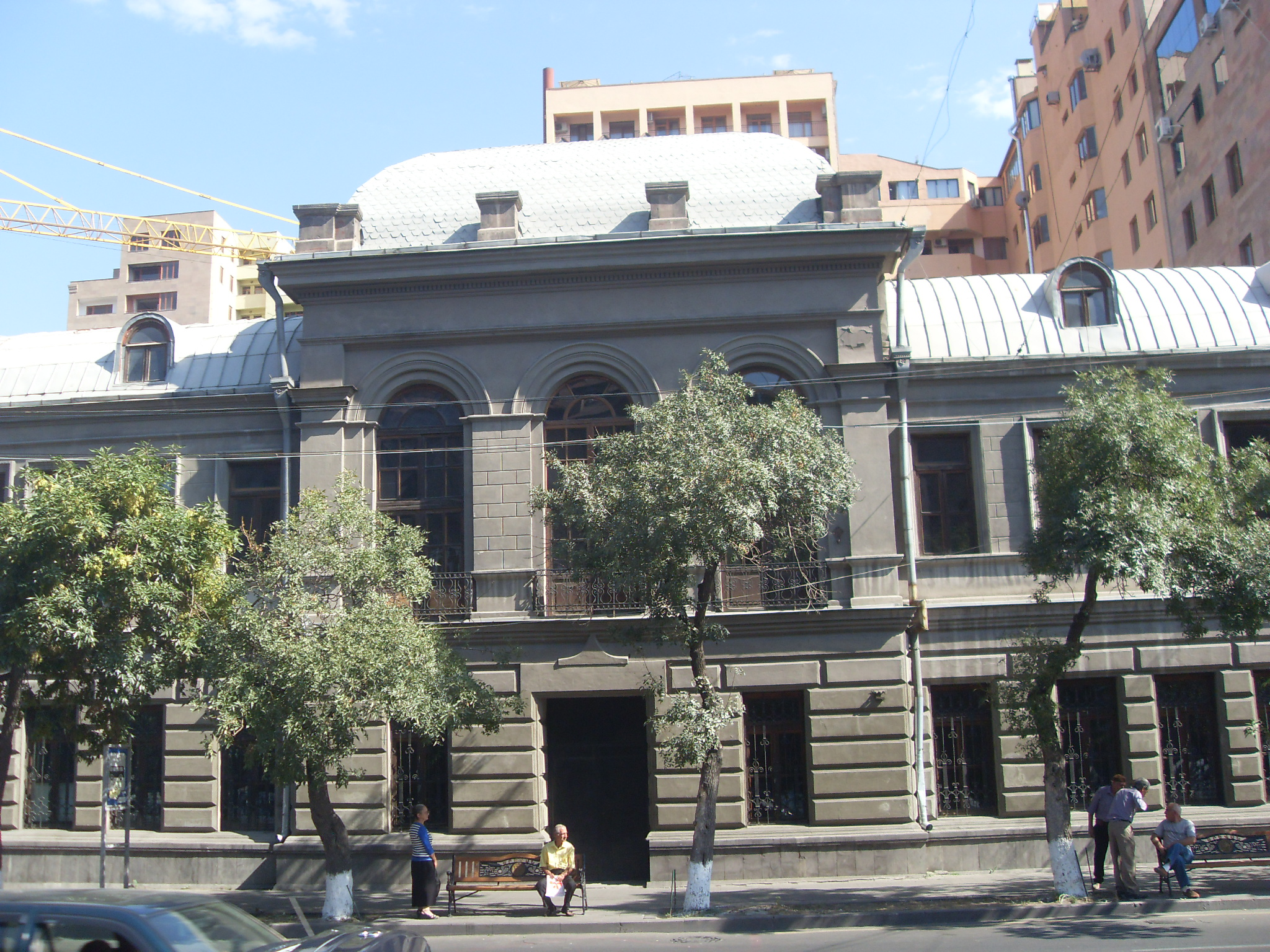
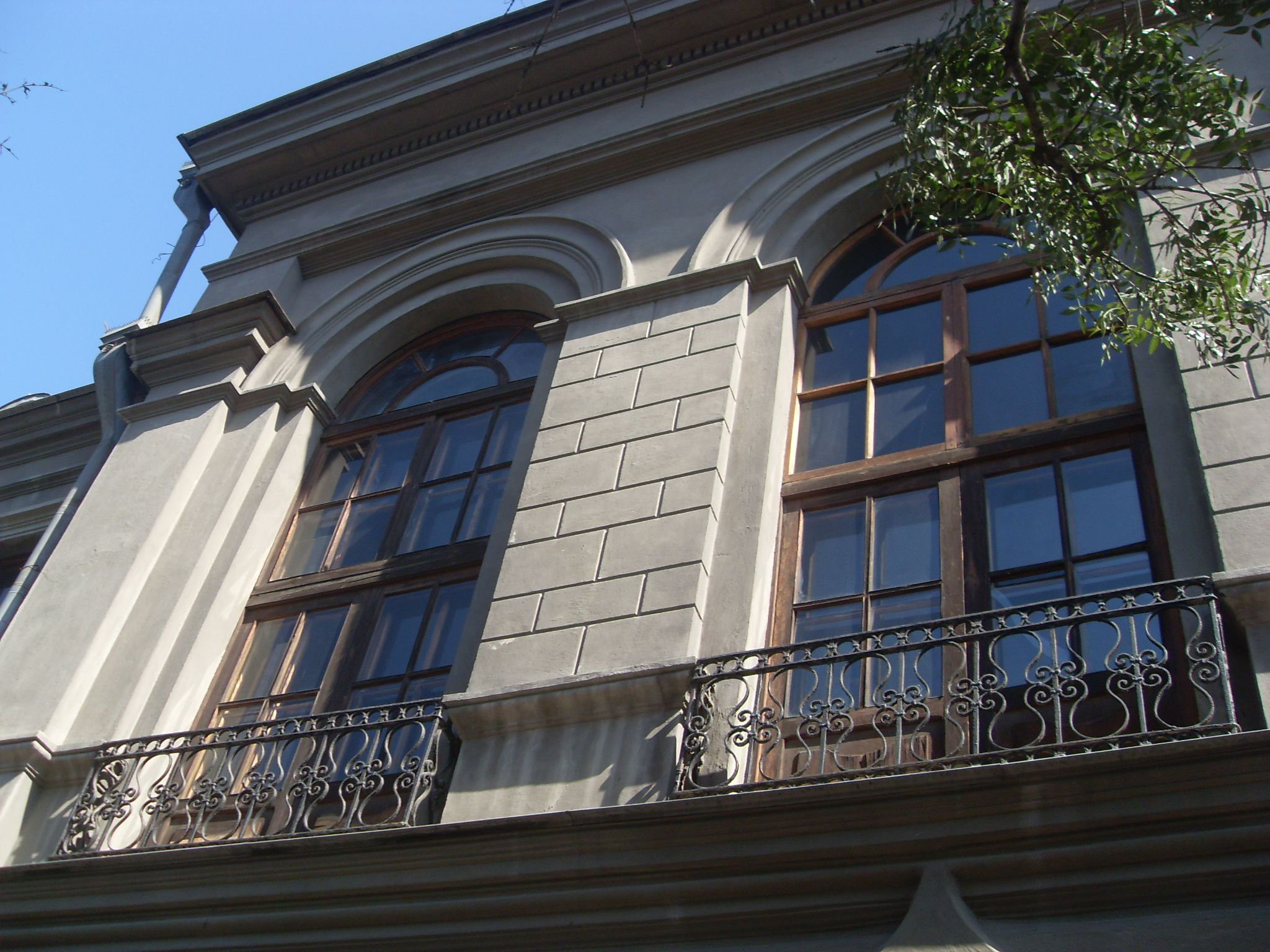
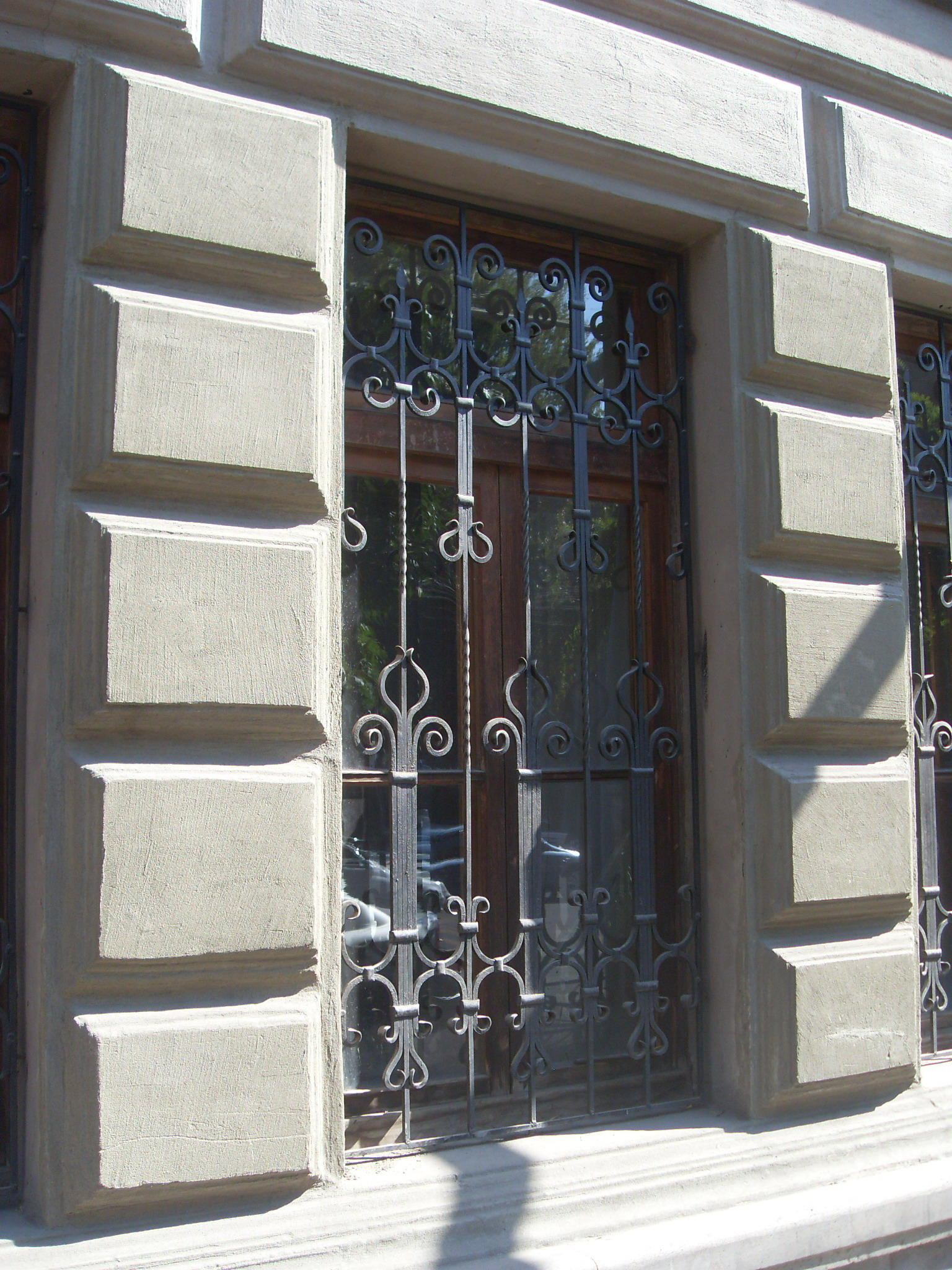
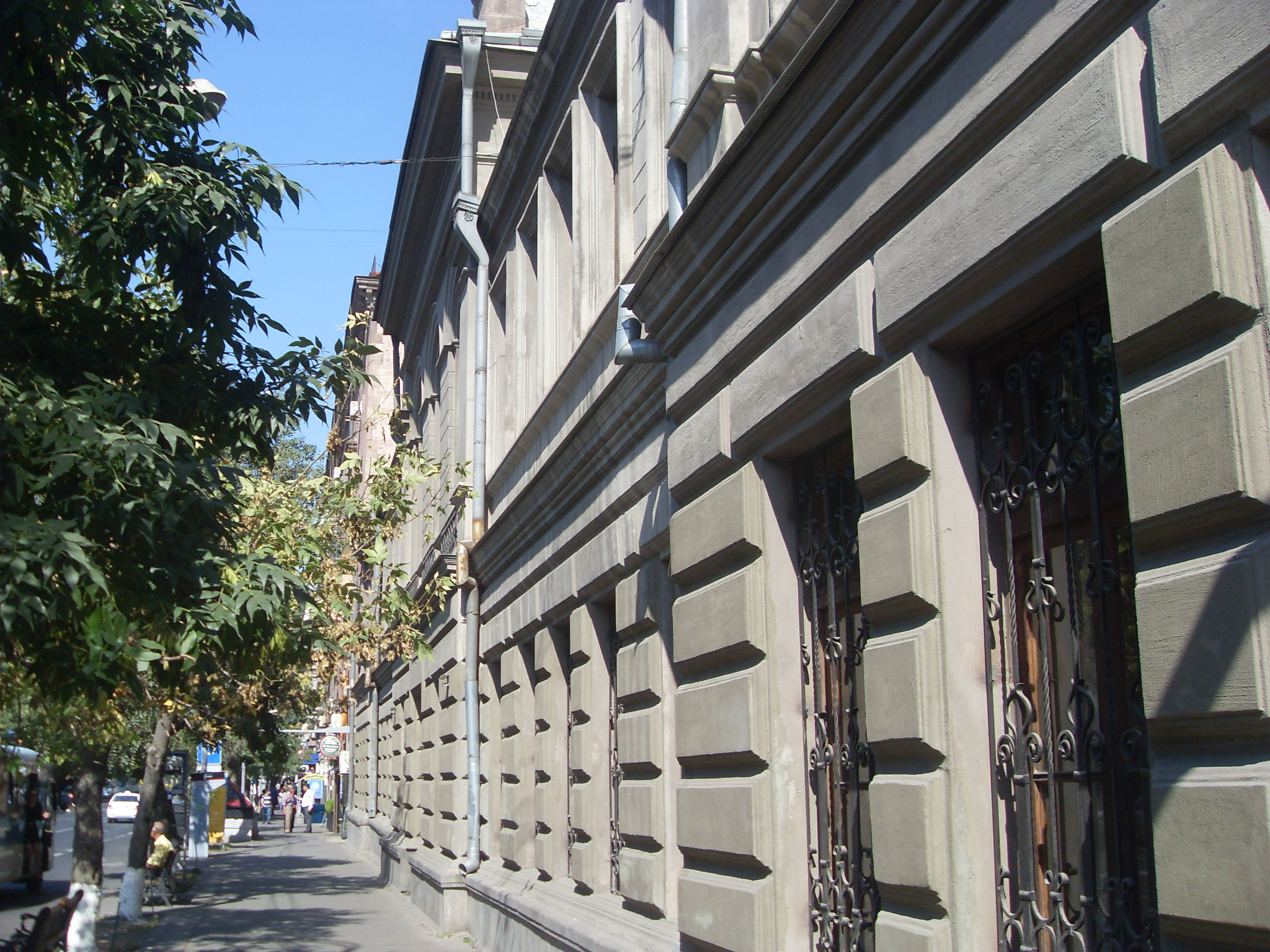
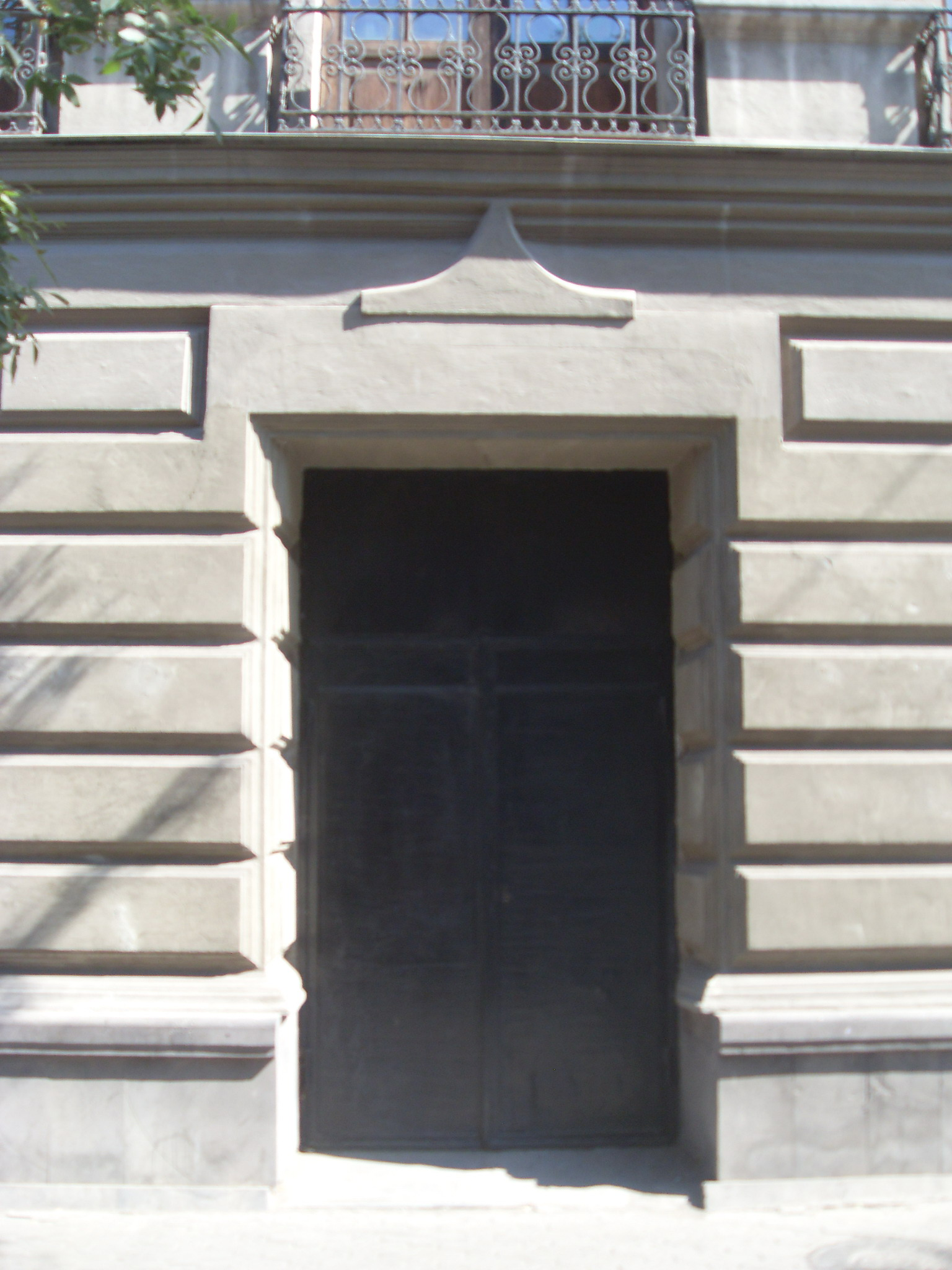
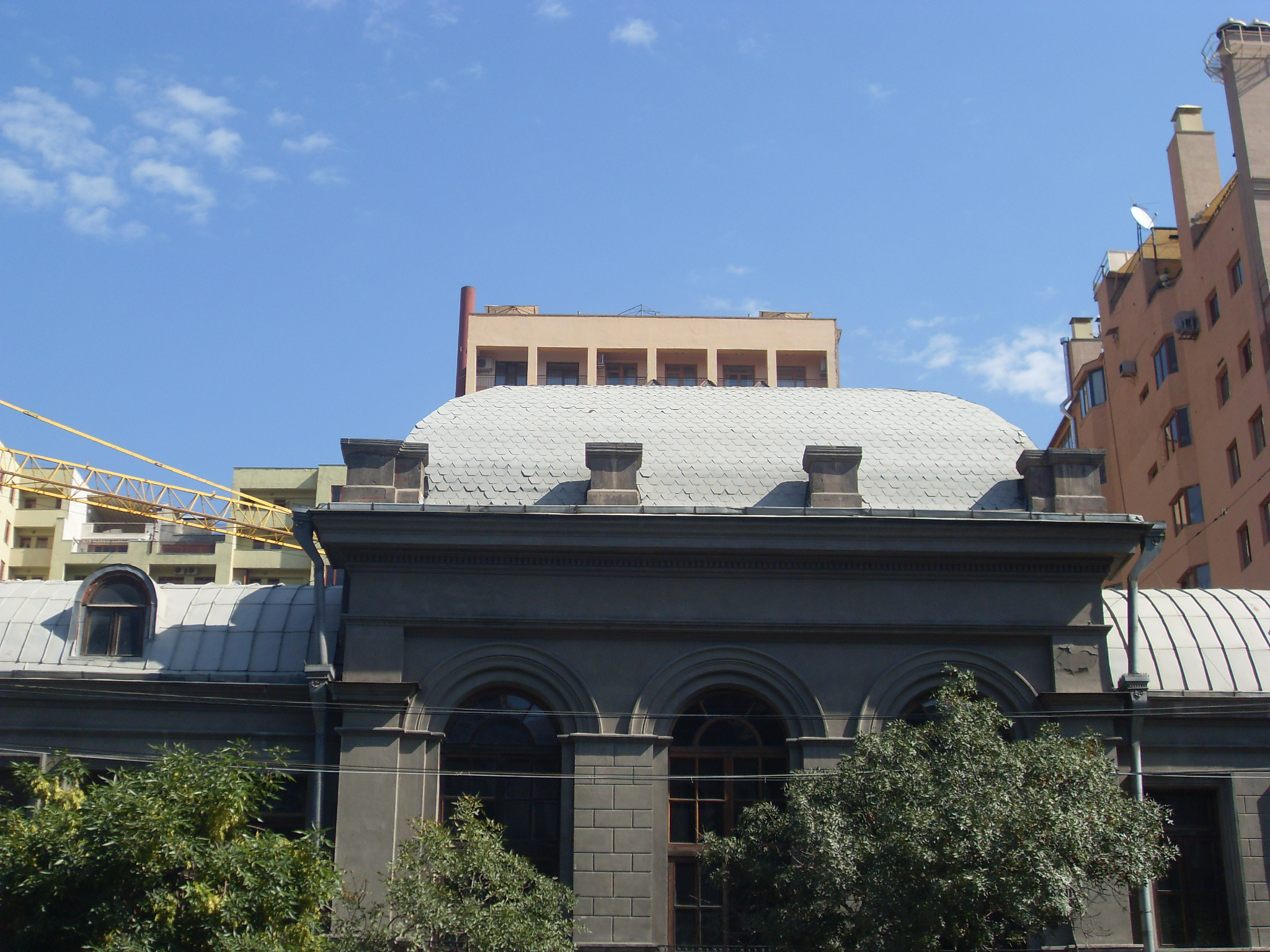